# Yoslyn Sigrah
Yoslyn G. Sigrah, originaire de l'île et de l'État de Kosrae dans l'archipel de Micronésie, est une avocate micronésienne.
Elle devient avocate à la cour suprême des États fédérés de Micronésie, mais elle surtout connue comme militante pour les droits des femmes et contre les violences domestiques, notamment celles faites aux femmes, et fait adopter en 2014 à Kosrae la loi contre les violences.

## Biographie
Yoslin Sigrah est native de l'île de Kosrae. Elle effectue des études supérieures de droit et en obtient en 2007 le diplôme au collège de droit William S. Richardson School of Law qui dépend de l'Université d'Hawaï à Mānoa. Elle commence sa carrière d'avocate à Honolulu, la capitale d'Hawaï.
Elle bénéficie en 2012 d'un programme de bourse d'études de six semaines aux États-Unis, organisé par l'ABA Rule of Law Initiative, pour développer les compétences nécessaires pour défendre les victimes de violence domestique, en particulier les victimes de violence contre les femmes. Elle évalue alors les ressources existantes en Micronésie sur ce sujet, et élabore un plan pour y lutter contre ces violences, en demandant le soutien des autorités gouvernementales et législatives.
Yoslin Sigrah devient avocate à la cour suprême des États fédérés de Micronésie. 
Comme militante féministe, elle participe à la campagne pour un meilleur exercice du pouvoir politique par les femmes, aussi bien comme participant au gouvernement que comme élues au parlement, et elle milite en faveur de la création d'un ministère des Femmes dans les États fédérés de Micronésie. Elle fait activement campagne pour la fin de la violence à l'égard des femmes et des filles, notamment en jouant un rôle déterminant dans l'adoption de la loi sur la protection de la famille de 2014 à Kosrae, une loi qui criminalise la violence domestique. En tant qu'avocate conseillère, elle représente également l'Association des femmes de Kosrae.
Elle intervient à la Convention sur l'élimination de toutes les formes de discrimination à l'égard des femmes en 2017 à Genève, et elle y expose la situation des femmes micronésiennes.
Le président Emanuel Mori lui décerne en 2014 le prix présidentiel des citoyens exceptionnels.
Yoslin Sigrah est élue déléguée à la Convention constitutionnelle micronésienne de 2019 au titre de Kosrae.
Elle est candidate aux élections législatives au parlement en mars 2023, mais elle n'est pas élue.